# Le Concert (Le Grand Concert : L'Orchestre)
Pour les articles homonymes, voir Le Concert.
Le Concert (Le Grand Concert : L'Orchestre) est une  huile sur toile réalisée par Nicolas de Staël en 1955. Ce tout dernier tableau de l'artiste est aussi son œuvre la plus monumentale : 350 × 600 cm. Elle est répertoriée dans le catalogue raisonné de Françoise de Staël sous le no 1100, ni signée, ni datée, elle porte  une indication de lieu : peint à Antibes. Elle fait partie d'une série de  tableaux musicaux inspirés par des concerts  qui comprend notamment L'Orchestre, et Le Piano  peint peu avant cette même année, huile sur toile 160 × 220 cm, collection particulière, ainsi que Les Musiciens (street musiciens), 1953, huile sur toile, 162,2 × 114,3 cm, The Phillips Collection, Washington,  1954. Prévu pour être exposé au château Grimaldi d'Antibes avec d'autres toiles de Nicolas de Staël en 1955, il n'est entré dans les collections du musée qu'en 1986.

## Contexte
Le 5 mars, Staël est allé écouter deux concerts donnés dans la grande salle du théâtre Marigny. Le samedi à dix-sept heures trente il entend l'œuvre orchestrale d'Anton Webern sous la direction de Hermann Scherchen. Sur le programme, il griffonne : "Violons rouges, rouges/ ocre feux transp.".  Le lendemain, à onze heures, toujours au théâtre Marigny, il écoute l'exposé de Pierre Boulez, puis la Sérénade pour sept instruments et voix de basse d'Arnold Schönberg. « Cette visite à Paris ainsi que la réception à laquelle il assiste avec Suzanne Thézenas ressemble à une cérémonie d'adieux. »  Il va à Sèvres rendre visite à Antoine Tudal et Simon de Cardaillac. Staël et Tudal se promènent dans Paris en évoquant le projet d'un voyage en Espagne qui déboucherait sur une œuvre commune.
De retour à Antibes, Staël couche sur la toile ses impressions musicales. Pour cela, il monte un immense châssis de  six mètres. Il s'installe dans la tour qu'on lui a prêtée au fort du cap d'Antibes et qui permet au peintre d'entreprendre son œuvre monumentale Il réalise également des esquisses.  Il peint sans relâche les 12 et 13 mars, trouvant chez ses amis Suzanne et Charles Bistesi, tous deux musiciens, matière à inspiration.
Dès le 14 mars il peut montrer ses études à Jean Bauret qui se trouve à Spéracèdes.
Deux jours plus tard, jour de sa mort, il écrit trois lettres : une pour Jacques Dubourg, une pour Jean Bauret, un industriel qui l'a toujours soutenu, et une dernière pour sa fille Anne, en même temps qu'un testament olographe en faveur de ses enfants.
La veille, une photographie prise par Dor de la Souchère, conservateur du Musée d'Antibes, devant le château Grimaldi, montrait Staël souriant, sans trace apparente de mal-être.

## L'œuvre
La toile suit les couleurs que Staël avait griffonnées lors du concert (violons rouge rouge, ocre feu). Mais c'est finalement une contrebasse qui est ocre feu, et le fond entier du tableau d'un rouge-rouge. Sur la gauche se détache le piano à queue dans les tons noirs et au milieu, de larges  touches de roses, blancs  et gris en dégradés  avec des coulures ocre à la base de la contrebasse.
C'est une des œuvres les plus musicales, et les plus impressionnantes selon Jean-René Palacio, directeur du festival de jazz : Jazz à Juan, qui s'exprime dans le journal La Croix.
Sur cette œuvre précisément, dans laquelle Henri Maldiney voit un inachèvement, ou même une « inhibition qui lui donnait envie d'entrer dans le vide du tableau. C'est un vide semblable qu'il consacra à sa propre réalité en s'y précipitant, »  Jean-Claude Marcadé s'oppose énergiquement à tout lien entre le drame que vivait Staël et sa représentation en peinture. Marcadé s'oppose encore plus énergiquement à la qualification d'œuvre « inachevée »  s'agissant du  Concert ou du Piano employé par Maldiney.

« Serait-ce un truisme que de rappeler que les tableaux de Staël ne sont pas de la littérature, ni de la philosophie, ni de la psychologie, mais du « pictural en tant que tel? ». »

Des critiques d'art ont laissé entendre qu'il y avait un lien entre son suicide et le fait qu'il n'aurait peut-être pas atteint le but pictural qu'il s'était fixé : « [Ce but] était-il inaccessible? selon Philippe Dagen, » sans doute parce que dans sa dernière lettre à Jacques Dubourg, Staël avait écrit : « je n'ai pas la force de parachever mes tableaux, » faisant allusion là aux innombrables tableaux commencés en février 1955 pour son exposition annuelle en juin chez Jacques Dubourg, pour une autre à Zurich et une autre à Antibes au musée Grimaldi. 
Selon le témoignage de Jeanne Mathieu, dans une lettre à son amie peintre Herta Hausmann, le 20 août 1954 : « Il parait qu'il [Staël] peint énormément, mais avec une idée fixe. Et cette idée, c'est de se tuer  Henri Maldiney dans Art et existence »
Dans son ouvrage Le Concert [sur l'ultime tableau de Nicolas de Staël] paru en 2010 (réédité sous le titre Nicolas de Staël, l'impossible "Concert" en 2019), Edouard Dor reconstitue les dernières semaines de la vie de l'artiste et les circonstances dans lesquelles il a peint son œuvre ultime, tentant d'y retrouver les traces des tourments qui ont conduit Nicolas de Staël à choisir de se donner la mort.

## Expositions
Ce tableau  compte tenu de sa taille ne trouve place que dans les grandes expositions.  Françoise de Staël en mentionne cinq en 1997. Le tableau a été montré depuis au Centre Pompidou en 2003 lors de la rétrospective Nicolas de Staël. En 2014,  il fait a partie de l'exposition d'Antibes jusqu'au 7 septembre intitulée : La Figure à nu, hommage à Nicolas de Staël, dont le reportage-vidéo de V. Varin, E. Jacquet, et N. Brancato montre, dans l'ordre d'apparition à l'image : Nu couché bleu (1955), Figures (Staël) (1953), Femme assise (Staël) (1953), Figure, nu assis, figure accoudée 1953, une version du Parc des Princes, (1952), Portrait d'Anne (1953), Le Concert (Le Grand Concert : L'Orchestre), 1955, huile sur toile 350 × 600 cm (1955), dernier tableau de Staël appartenant au Musée Picasso (Antibes), avec les commentaires d'Anne de Staël et de Jean-Louis Andral, directeur des musées d’Antibes.